# Huaral
Huaral est une ville du Pérou, chef-lieu de la province de Huaral. La ville, située à 75 km au nord de Lima, a été fondée en 1551.

## Clubs sportifs
- Club Sport Unión Huaral, champion du Pérou de football en 1976 et 1989.